# Hippophae gyantsensis
Hippophae gyantsensis là một loài thực vật có hoa trong họ Elaeagnaceae. Loài này được (Rousi) Y.S. Lian mô tả khoa học đầu tiên năm 1988.